# Karl Bartholomäus Heller
Karl Bartholomäus Heller (* 20. November 1824 in Mislibořitz in Mähren; † 14. Dezember 1880 in Wien) war ein österreichischer Lehrer und Naturforscher.

## Leben
Heller, dessen Vater den Wiener Gartenbauverein leitete, bekundete frühzeitig Interesse für die Naturwissenschaften, deren Studien er sich auch bald zuwandte. In den Jahren 1845 bis 1848 bereiste er im Auftrag des Gartenbauvereins Mexiko und sandte insgesamt 50 Kisten mit botanischen und zoologischen Objekten nach Wien. Nach vorübergehender unentgeltlicher Tätigkeit am Wiener Naturalienkabinett wurde Heller 1851 als Supplent für Naturgeschichte an ein Grazer Gymnasium bestellt. 1853 wurde er zum Professor ernannt und unterrichtete danach von 1856 bis 1858 am Gymnasium von Olmütz sowie von 1858 bis 1880 am Theresianum in Wien. Im Jahr 1854 wurde er zum Mitglied der Leopoldina gewählt.
Karl Bartholomäus Heller verstarb am 14. Dezember 1880 im Alter von 56 Jahren in Wien. Er war der Vater von Karl Maria Heller.

## Wirken
Hellers Schilderungen über die bis dahin kaum bekannten Gebiete von Tabasco und Chiapas werden als besonders wertvoll eingestuft. Nach ihm wurde die Fischart Xyphophorus hellerii benannt.

## Schriften
- Reisen in Mexico in den Jahren 1845–48, 1853
  - englische Neuübersetzung: Alone in Mexico, 1845-1848. The University of Alabama Press, 2007. ISBN 978-0-8173-1588-7
- Das dioptrische Mikroskop, 1856
- Kleiner zootomischer Atlas, 1858
- Darwin und der Darwinismus, 1869
- Leitfaden der Naturgeschichte, 1871